# Sacred Heart
| 전문가 평가                      | 전문가 평가 |
| 평가 점수                        | 평가 점수   |
| 출처                             | 점수        |
| -------------------------------- | ----------- |
| AllMusic                         | [ 2 ]       |
| Collector's Guide to Heavy Metal | 8/10        |
| The Rolling Stone Album Guide    | [ 4 ]       |

《Sacred Heart》는 미국의 헤비 메탈 밴드 디오의 세 번째 스튜디오 음반이다. 1985년 8월 12일, 북미의 워너 브라더스 레코드와 다른 지역의 버티고 레코드에서 발매되었다. 그 음반은 빌보드 200 차트에서 29위로 정점을 찍었다. 싱글 〈Rock 'n' Roll Children〉과 〈Hungry for Heaven〉이 수록되어 있다.
이 음반은 음반 투어 도중 중간에 해고된 기타리스트 비비언 캠벨을 포함한 마지막 디오 음반이었다. 캠벨은 데프 레퍼드, 리버독스, 화이트스네이크, 씬 리지 등 여러 밴드에 합류했다. 이 음반의 녹음 도중 디오는 인터뷰에서 "...나에게 있어, 그는 심지어 이 음반을 위해 그곳에 있지도 않았다"라고 말했다. 이 음반은 《Holy Diver》, 《The Last in Line》과 함께 2012년 3월 19일 유니버설을 통해 미국 밖에서 전 세계적으로 배포하기 위해 새로운 2-CD 디럭스 에디션으로 발매되었다. 38분을 기록하고 있는 Sacred Heart는 이 밴드의 가장 짧은 음반이다.
1985년 10월 15일, 미국 음반 산업 협회는 《Sacred Heart》 골드 (50만 장 판매)를 인증했다. 이 음반은 2009년 11월 3일에 《The Very Beast of Dio》가 골드 인증을 받기 전까지 오랫동안 이 인증을 받은 마지막 디오 음반이었다.

## 커버 아트
커버 아트는 로버트 플로르작의 작품이다. 커버의 테두리 주위의 비문은 라틴어로 FINIS PER SOMNIVM REPORIO TIBI SACRA VENFICVSOSTIVM AVRVM이라고 쓰여 있다. 꿈의 경계를 따라 신성한 독의 심장과 황금의 문을 찾았지. 해석에 유용한 더 많은 데이터가 〈Sacred Heart〉의 가사에 포함될 수 있다. 라틴어는 문맥에 의존하기 때문에, 비문은 다음과 같이 번역할 수 있다. "잠으로 끝이 난다. 나는 제단에 열리는 마법인 신성한 마음을 준비할 것이다."

## 곡 목록
| #  | 제목                       | 작사·작곡                                             | 재생 시간 |
| -- | -------------------------- | ----------------------------------------------------- | --------- |
| 1. | 〈King of Rock and Roll〉  | 로니 제임스 디오, 비니 어피스, 지미 베인, 비비언 캠벨 | 3:49      |
| 2. | 〈Sacred Heart〉           | 디오, 어피스, 베인, 캠벨                              | 6:27      |
| 3. | 〈Another Lie〉            | 디오                                                  | 3:48      |
| 4. | 〈Rock 'n' Roll Children〉 | 디오                                                  | 4:32      |

| #  | 제목                         | 작사·작곡                | 재생 시간 |
| -- | ---------------------------- | ------------------------ | --------- |
| 5. | 〈Hungry for Heaven〉        | 디오, 베인               | 4:10      |
| 6. | 〈Like the Beat of a Heart〉 | 디오, 베인               | 4:24      |
| 7. | 〈Just Another Day〉         | 디오, 캠벨               | 3:23      |
| 8. | 〈Fallen Angels〉            | 디오, 어피스, 베인, 캠벨 | 3:57      |
| 9. | 〈Shoot Shoot〉              | 디오, 어피스, 베인, 캠벨 | 4:20      |

## 인증
| 국가                       | 인증 | 판매량/출하량 |
| -------------------------- | ---- | ------------- |
| 미국 (RIAA)                | 골드 | 500,000^      |
| ^출하량을 기반으로 한 인증 |      |               |